# Автошлях B115 (Німеччина)
Федеральний автошлях 115 (B115, нім. Bundesstraße 115) — федеральна шосе протяжністю 135 км на півдні Бранденбурга та на сході Саксонії. Починається в Ютербозі і закінчується в Герліці. Разом з B99 важливе сполучення з півночі на південь для району Герліц.
Як автошлях 115, маршрут спочатку пролягав аж до Писковиці поблизу Гливиці. У НДР була прийнята схема нумерації "Шосе 115".

## Маршрут
З Ютербога дорога веде через Нідерен Флемінг до Барута/Марка. Між Барутом і Гольсеном можна скористатись трасою B96 і B 115 тим же маршрутом, там B 115 і дістатися через автобан А 13 (розв'язка Фрайвальде) районне місто Люббен, де вона зустрічається з B87.
До кінця 2004 року шлях B115 продовжував свій початок від Люббена через Люббенау/Шпревальд, Фечау/Шпревальд і Котбус. На півдорозі між Котбусом і Форстом він повертає на перехресті на попередню B122 на південь, щоб перейти в A 15, та дістатися до Доберна через Габленц.